# Phénix Brossard
Phénix Isidore Brossard (Parigi, 26 febbraio 1992) è un attore francese.

## Biografia
Phénix Brossard è nato il 26 febbraio 1992 nel 17º arrondissement di Parigi.
Ha esordito come attore a diciassette anni, quando venne scelto da Géraldine Bajard per recitare nel suo film La lisière.
Nel 2015 ha recitato in Departure, un film drammatico franco-britannico diretto da Andrew Steggall.Questo ruolo gli è valso un premio al Dinard British Film Festival; una ricompensa che ha condiviso con i suoi partner Juliet Stevenson ed Alex Lawther.
Brossard ha recitato in diversi cortometraggi, ma anche in altri film cinematografici come Benjamin (2018) e Little Joe (2019). In televisione ha recitato nelle serie Sulle tracce del crimine, Baron noir, Riviera, Maroni, Candice Renoir e nella miniserie  Fiertés.

## Filmografia

### Cinema
- La lisière, regia di Géraldine Bajard (2010)
- Swing absolu, regia di François Choquet - cortometraggio (2013)
- Pin Up, regia di François Gallou - cortometraggio (2013)
- Departure, regia di Andrew Steggall (2015)
- Peau rouge, regia di Rémi Brachet - cortometraggio (2015)
- Mister Chocolat (Chocolat), regia di Roschdy Zem (2016)
- La bande à Juliette, regia di Aurélien Peyre (2016)
- L'algoritmo (Goliath), regia di Loïc Barché - cortometraggio (2016)
- Not K.O., regia di Xavier Sirven - cortometraggio (2016)
- Dar, regia di Anne Cissé - cortometraggio (2016)
- Toi & Moi - cortometraggio (2016) uscito in home video
- Marie-Francine, regia di Valérie Lemercier (2017)
- La septième heure, regia di Mathieu Rathery - cortometraggio (2017)
- La faim va tout droit, regia di Giulia Canella - cortometraggio (2017)
- Vaurien, regia di Mehdi Senoussi (2018)
- Benjamin, regia di Simon Amstell (2018)
- Little Joe, regia di Jessica Hausner (2019)
- The Van, regia di Erenik Beqiri - cortometraggio (2019)
- L'aventure atomique, regia di Loïc Barché - cortometraggio (2019)
- Massachusetts, regia di Jordi Perino - cortometraggio (2019)
- No More Heroes, regia di Arnaud Khayadjanian - cortometraggio (2020)
- Titan, regia di Valery Carnoy - cortometraggio (2021)

### Televisione
- Les limiers – serie TV, episodio 1x05 (2013)
- Sulle tracce del crimine (Section de recherches) – serie TV, episodio 8x06 (2014)
- En immersion, regia di Philippe Haïm – miniserie TV (2015)
- Baron noir – serie TV, episodi 1x04-1x05 (2016)
- Manon 20 ans, regia di Jean-Xavier de Lestrade – miniserie TV, puntata 1 (2017)
- Riviera – serie TV, 6 episodi (2017)
- Capitaine Marleau – serie TV, episodio 2x02 (2017)
- The Intern – serie TV, episodio 3x01 (2017)
- Fiertés, regia di Philippe Faucon – miniserie TV, puntata 2 (2018)
- Industry – serie TV, episodio 1x07 (2020)
- Maroni – serie TV, 6 episodi (2021)
- Candice Renoir – serie TV, episodio 9x03 (2021)
- Il tatuatore di Auschwitz (The Tattooist of Auschwitz), regia di Tali Shalom Ezer – miniserie TV, 3 puntate (2024)

## Riconoscimenti
- 2015 – Dinard British Film Festival[2]
  - Menzione speciale al Miglior attore per Departure (con Juliet Stevenson ed Alex Lawther)

- 2019 – Aguilar de Campoo Short Film Festival
  - Miglior attore per The Van